# Дурдаршан
Дурдаршан (хинди दूरदर्शन, англ. Doordarshan, сокращение — DD) — статутная корпорация. Наряду с национальной радиокомпанией Всеиндийское радио входит в состав крупнейшей вещательной корпорации Индии «Прасар Бхарти» (хинди प्रसार भारती). Это одна из крупнейших в Индии вещательных организаций с точки зрения инфраструктуры студии и зоны вещания. Канал также транслируется на цифровых наземных передатчиках. DD предоставляет услуги телевидения, радио, интернет и мобильных услуг во всей столичной и региональной Индии, а также за рубежом через Индийскую сеть и радио Индии.

## История
15 сентября 1959 году Дурдаршан запустил одноимённый телеканал. 2 августа 1984 году Дурдаршан запустил телеканал DD 2 (ныне ― DD News). В 1995 году Дурдаршан запустил телеканал DD 3 (ныне — DD Sports) и международный спутниковый телеканал DD International (ныне — DD India).

## Телеканалы

### Основные телеканалы
Doordarshan включает 21 телеканал, в том числе два канала, вещающих на всю Индию:
- DD National[англ.]
- DD News[англ.][1]

### Международные телеканалы
- DD International[англ.][2][3]
- DD India[англ.]

### Специализированные телеканалы
- 11 спутниковых каналов на региональных языках,
- спортивный канал DD Sports
- два канала, транслирующих в прямом эфире заседания верхней и нижней палат Парламента Индии ― Раджья сабха ТВ (хинди राज्य सभा टीवी) и Лок сабха ТВ (хинди लोक सभा टीवी).